# Ermanistsqali
Ermanistsqali (georgiska: ერმანისწყალი; ossetiska: Ерманыдон) är ett vattendrag i Georgien. Det ligger i den centrala delen av landet, 110 km nordväst om huvudstaden Tbilisi. Ermanistsqali mynnar som vänsterbiflod i Stora Liachvi.